# André Lefevere
André Alphons Lefevere (* 19. Juni 1945 in Belgien; † 27. März 1996 in den USA) war ein belgischer Übersetzungswissenschaftler und Übersetzer. Er studierte zunächst an der Universität Gent (1964–1968) und wechselte dann an die Universität Essex, wo er 1972 promovierte. Zum Zeitpunkt seines Todes war er Professor am Institut für Germanische Sprachen der Universität Texas in Austin.

## Leben
Lefevere schloss 1968 sein Studium der germanischen Philologie an der Universität Gent in Belgien mit der Note "summa cum laude" ab. Anschließend absolvierte er ein Masterstudium an der Universität Essex, das er 1970 "with distinction" abschloss. Im Jahre 1972 wurde er an derselben Universität mit einer Dissertation zum Thema Prolegomena to a Grammar of Literary Translation promoviert. Von 1970 bis 1973 war er Dozent für europäische Literatur an der Universität Hongkong, von 1973 bis 1984 Professor für englische Literatur an der Universität Antwerpen und von 1984 bis zu seinem Tod Niederlandistikprofessor an der Universität Texas in Austin. Er hatte außerdem zahlreiche Gastdozenturen an verschiedenen Universitäten in Australien, Belgien, Deutschland, England, Finnland, Südafrika und den USA inne. Im Alter von 50 Jahren starb er an akuter Leukämie.

## Schaffen
Lefeveres Bedeutung beruht vor allem auf seinen Publikationen zur Vergleichenden Literaturwissenschaft und zur Übersetzungswissenschaft. Auf der Grundlage der von Itamar Even-Zohar entwickelten Polysystemtheorie beschrieb er das Übersetzen als eine Form der Neuschreibung, deren Produktion und Rezeption im zielkulturellen System einer Reihe einschränkender Bedingungen unterliegt. Diese sind teilweise ideologischer bzw. politischer Natur. Die von Lefevere entwickelte Vorstellung von Übersetzung als Neuschreibung beruht auf dem Gedanken, dass jeder Text, der auf der Grundlage eines anderen verfasst wird, diesen an eine bestimmte Ideologie oder eine bestimmte Poetik (und in der Regel an beides) anpasst.
Zusammen mit Gideon Toury, James Holmes und Jose Lambert leistete Lefevere im englischsprachigen Raum einen wesentlichen Beitrag zur Etablierung der Übersetzungswissenschaft als eigenständiger Disziplin und insbesondere zu ihrer sogenannten kulturellen Wende. In seiner mit Susan Bassnett verfassten Einleitung zu dem Sammelband Translation, History and Culture heißt es: "Die operative 'Übersetzungseinheit' ist nun nicht mehr das Wort oder der Text, sondern die Kultur." Einer der führenden englischsprachigen Übersetzungswissenschaftler, Edwin Gentzler, bezeichnete diesen Band als "echten Durchbruch für die Disziplin"; man könnte ihn als Symbol für ihre "Volljährigkeit" betrachten. Der Band legte die Grundlage für eine zunehmend interkulturelle bzw. multikulturelle Ausrichtung der Übersetzungswissenschaft und damit auch für deren "postkoloniale Wende".

## Publikationen
- Translating Poetry: Seven Strategies and a Blueprint. Amsterdam: Van Gorcum, 1975
- Literary Knowledge. Assen: Van Gorcum, 1977
- Translating Literature: The German Tradition. Assen: Van Gorcum, 1977
- Nederlandse Poëzie. Amsterdam: Coutinho, 1989
- Essays in Comparative Literature. Calcutta: Papyrus, 1989
- (Hrsg.) Translation, History, Culture: A Sourcebook. London/New York: Routledge, 1992
- Translation, Rewriting, and the Manipulation of Literary Fame. London/New York: Routledge, 1992
- Translating Literature: Practice and Theory in a Comparative Literature Context. New York: MLA, 1992
- Constructing Cultures (mit Susan Bassnett). London: Multilingual Matters, 1997

### Auf Deutsch erschienen
- Interpretation, Übersetzung, Neuschreibung: Ein alternatives Paradigma. Übers. Susanne Hagemann. In: Deskriptive Übersetzungsforschung: Eine Auswahl. Hrsg. Susanne Hagemann. Berlin: SAXA, S. 63–91. (Übersetzung von: Why waste our time on rewrites? The trouble with interpretation and the role of rewriting in an alternative paradigm. In: Theo Hermans (Hrsg.): The Manipulation of Literature: Studies in Literary Translation. London/Sydney: Croom Helm, 1985. S. 215–243.)